# Quitridiomicosis

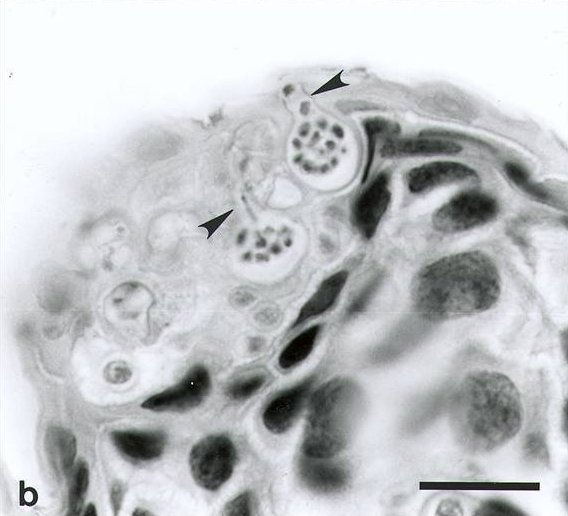
Quitridiomicosis en Atelopus varius: se pueden ver dos esporangios que contienen numerosas zoosporas.

La quitridiomicosis es una enfermedad infecciosa que afecta a los anfibios, causada por un hongo de la división Chytridiomycota, Batrachochytrium dendrobatidis (Bd). La quitridiomicosis es una posible causa del preocupante declive, que puede llevar a su extinción, en las poblaciones de anfibios en el oeste de América del Norte, América Central, América del Sur y el este de Australia, no disponiéndose, por ahora, de un tratamiento eficaz para combatir la enfermedad en las poblaciones silvestres. 
Se cree que esta enfermedad es responsable de la disminución del 30 % de algunas especies de ranas en el mundo en los últimos 15 años.
Aunque algunos científicos sostienen que la enfermedad es una de las causas del antedicho declive en las poblaciones de anfibios, se ha demostrado que la misma puede estar presente en una población sin llevarla a la extinción. También se ha recomendado ser cautelosos en este aspecto, ya que las investigaciones se han centrado en una sola enfermedad, lo que podría llevar a olvidar otras que sí pueden estar causando extinciones. La UICN (Unión Internacional para la Conservación de la Naturaleza) ha constatado que la implicación de la enfermedad es un hecho aceptado, pero no demostrado, en la mayoría de los casos.
Según un estudio de 2015 es posible eliminar la enfermedad de los anfibios y el ambiente mediante tratamiento con antifúngicos.
Un estudio publicado en 2019 eleva a 501 el número de especies de anfibios afectadas, de las cuales han desaparecido 90 y muchas de las restantes han perdido hasta el 90 % de sus poblaciones.